# Новомихайлов
Новомихайлов (укр. Новомихайлів; до 2024 года — Новая Калуга Вторая) — село в Великоалександровской поселковой общине Бериславского района Херсонской области Украины.
Почтовый индекс — 74110. Телефонный код — 5532.

## Население
Население по переписи 2001 года составляло 7 человек.

### Языковой состав
Родной язык населения по данным переписи 2001 года:
| Язык       | Численность, чел. | Доля     |
| ---------- | ----------------- | -------- |
| Украинский | 6                 | 85,71 %  |
| Русский    | 1                 | 14,29 %  |
| Итого      | 7                 | 100,00 % |

## Местный совет
74110, Херсонская обл., Великоалександровский р-н, с. Новая Калуга, ул. Степная, 13